# Puerto de Waitemata
El puerto de Waitematā es el principal acceso por mar a Auckland (Nueva Zelanda). Por esta razón, a menudo se le denomina puerto de Auckland, a pesar de que es uno de los dos puertos contiguos a la ciudad. El puerto forma las costas norte y este del istmo de Auckland y está atravesado por el puente del puerto de Auckland. En el lado sur de la ciudad se encuentra con las aguas menos profundas del puerto de Manukau.
Con una superficie de 180 km2, conecta el puerto principal de la ciudad y el paseo marítimo de Auckland con el golfo de Hauraki y el océano Pacífico. Está protegido de las tormentas del Pacífico por la costa norte de Auckland, la isla de Rangitoto y la isla Waiheke.

## Geografía
El puerto es un brazo del golfo de Hauraki que se extiende hacia el oeste a lo largo de dieciocho kilómetros desde el final del canal de Rangitoto. Su entrada se encuentra entre North Head y Bastion Point, en el sur. Los extremos más occidentales del puerto se extienden hasta Whenuapai, en el noroeste, y hasta Te Atatū, en el oeste, además de formar el brazo de estuario conocido como río Whau, en el suroeste.
La orilla norte del puerto está formada por North Shore. Los suburbios de North Shore situados más cerca de la costa son Birkenhead, Northcote y Devonport (de oeste a este). En el lado sur del puerto se encuentra el centro de negocios de Auckland y el paseo marítimo de Auckland, y suburbios costeros como Mission Bay, Parnell, Herne Bay y Point Chevalier (de este a oeste), este último situado en una corta península triangular que se adentra en el puerto. 
El puerto está atravesado en su punto más estrecho por el puente del puerto de Auckland. Al este del extremo sur del puente se encuentran los puertos deportivos de Westhaven y los suburbios de Freemans Bay y Viaduct Basin. Más al este de éstos, y cerca de la entrada del puerto, se encuentra el puerto de Auckland.
Hay otros muelles y puertos dentro del puerto, entre los que destacan la base naval de Devonport y el depósito de armamento de Kauri Point, en Birkenhead, y el muelle de la refinería de azúcar de Chelsea, todos ellos con capacidad para recibir buques de más de 500 toneladas de registro bruto (TRB). Los muelles más pequeños de Birkenhead, Beach Haven, Northcote, Devonport y West Harbour ofrecen servicios de transbordadores de cercanías al centro de la ciudad de Auckland. 

## Historia

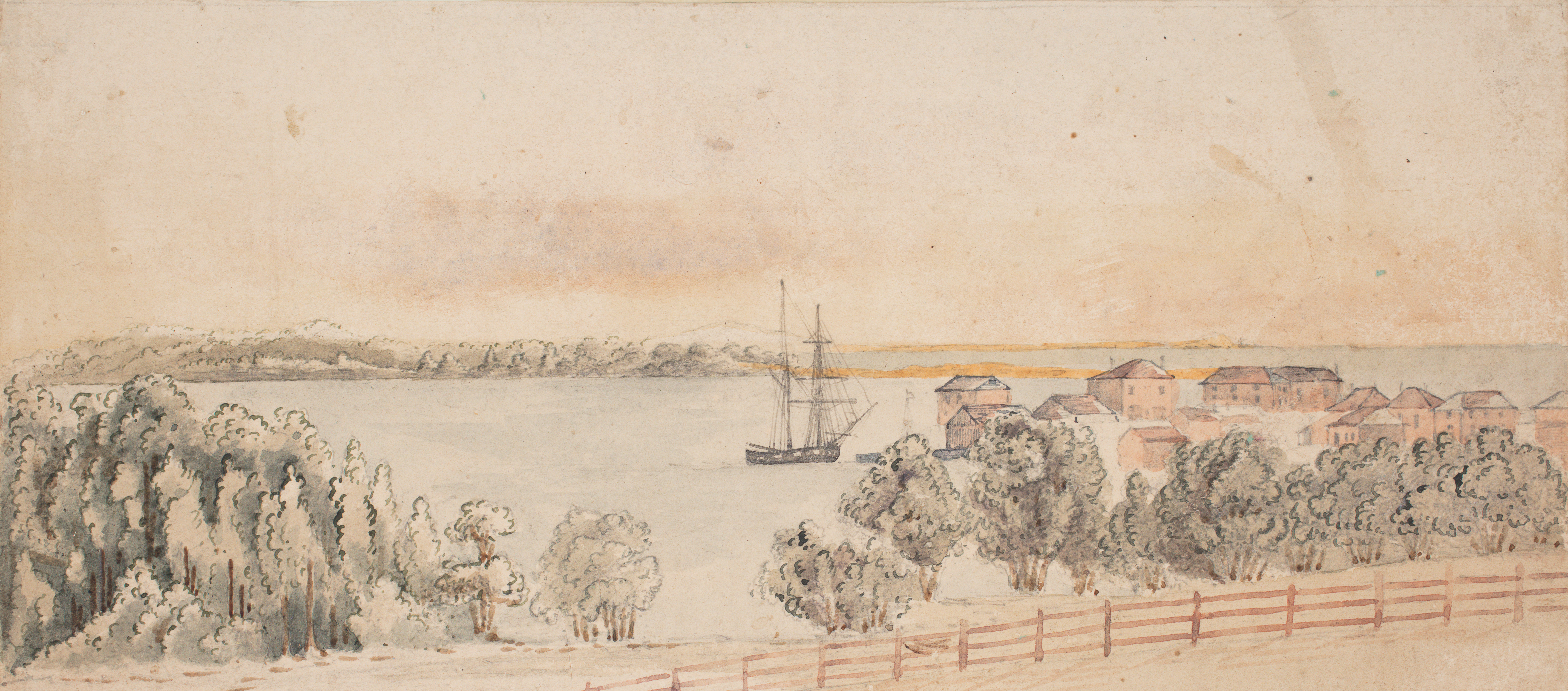
Un boceto de John Johnson (1794-1848) del puerto de Waitematā visto desde el suburbio de Ponsonby.

Antes de la colonización europea, el puerto era el lugar donde se encontraban muchos pā y kāinga tāmaki Māori, como Kauri Point en Chatswood, Okā en Point Erin, Te Tō en Freemans Bay, Te Ngahuwera, Te Rerenga-oraiti en Point Britomart y Ōrākei. La isla Herald y la isla Watchman fueron colonizadas por la confederación Waiohua. El puerto de Waitematā fue utilizado tradicionalmente como una pesquería utilizada por los tāmaki Māori para los tiburones y pargos. A finales del siglo XVIII y principios del XIX, en las aguas pescaron conjuntamente losNgāti Whātua-o-Ōrākei y los Ngāti Pāoa. En la leyenda tradicional, el puerto de Waitematā está protegido por un taniwha llamado Ureia, que toma la forma de una ballena.
El puerto ha sido durante mucho tiempo el principal fondeadero y zona portuaria de la región de Auckland. Bien protegido no sólo por el Golfo de Hauraki, sino también por la isla de Rangitoto, el puerto ofrecía una buena protección con casi todos los vientos y carecía de bancos de arena peligrosos (como en el puerto de Manukau) que hubieran dificultado la entrada. El puerto también resultó ser una zona fértil para el desarrollo de la invasión, con una importante recuperación de tierras, especialmente a lo largo del frente marítimo de Auckland, a las pocas décadas de la fundación europea de la ciudad.
Llevando la idea de los diversos caminos de porteo maoríes sobre el istmo un paso más allá, a principios del siglo XX se consideró la creación de un canal que uniera los puertos de Waitematā y Manukau. Se aprobó una ley (la Ley del Canal de Auckland y Manukau de 1908) que permitía a las autoridades expropiar tierras de propiedad privada cuando se considerara necesario para un canal. Sin embargo, no se llevó a cabo ninguna obra sería (o expropiación de tierras). La ley fue derogada el 1 de noviembre de 2010.

### Contaminación por aguas residuales
Aunque el puerto cuenta con numerosas playas populares para el baño, los antiguos "colectores combinados" de varios suburbios occidentales de los alrededores vierten aguas residuales contaminadas en el puerto en aproximadamente 52 días de fuertes lluvias al año, lo que provoca advertencias sanitarias periódicas en las playas populares para el baño, hasta que los vertidos se han dispersado de nuevo. Un nuevo e importante proyecto, el Interceptor Central, que se iniciará en 2019, reducirá estos vertidos en un 80% aproximadamente una vez finalizado en torno a 2024.

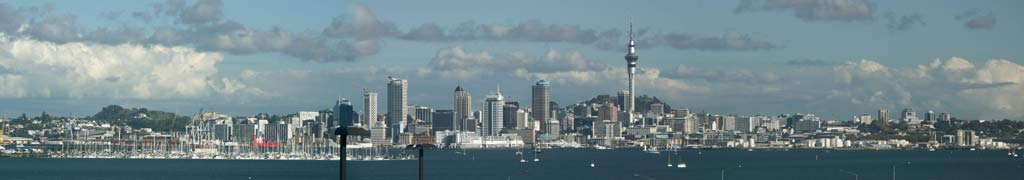
El puerto de Waitematā con la Sky Tower y Maungawhau / Mount Eden (detrás de la Sky Tower) en el centro, visto desde la costa norte en algún lugar entre Bayswater Marina (izquierda) y el puente del puerto de Harbour (fuera de cuadro, a la derecha).

## Demografía
El área estadística de Inlet Waitematā Harbour tenía una población de 84 personas en el censo de Nueva Zelanda de 2018, un aumento de 60 personas (250,0%) desde el censo de 2013, y un aumento de 63 personas (300,0%) desde el censo de 2006. No había hogares. Había 60 hombres y 21 mujeres, lo que da una proporción de sexo de 2,86 hombres por mujer. La mediana de edad era de 25,5 años, con ninguna persona menor de 15 años, 54 (64,3%) de 15 a 29 años, 21 (25,0%) de 30 a 64 años y 9 (10,7%) de 65 años o más.
Las etnias eran el 50,0% de europeos/Pākehā, el 10,7% de maoríes, el 3,6% de pueblos del Pacífico, el 39,3% de asiáticos y ninguna otra etnia (los totales suman más del 100%, ya que las personas podían identificarse con varias etnias).
La proporción de personas nacidas en el extranjero era del 57,1%, frente al 27,1% a nivel nacional.
Aunque algunas personas se opusieron a dar su religión, el 39,3% no tenía religión, el 50,0% era cristiano y el 3,6% tenía otras religiones.
De los mayores de 15 años, 9 (10,7%) personas tenían un título de grado o superior, y 3 (3,6%) no tenían ninguna cualificación formal. La renta media era de 40.200 dólares. La situación laboral de los mayores de 15 años era que 54 (64,3%) personas estaban empleadas a tiempo completo, 6 (7,1%) a tiempo parcial y 0 (0,0%) estaban desempleadas.